# كافي سكريبت
كافي سكريبت (بالإنجليزية: CoffeeScript)‏ هي لغة برمجة تترجم إلى جافا سكريبت. وتضيف تجميلات لغوية مستوحاة من بايثون وروبي وهاسكل في مسعى لتحسين جافا سكريبت من حيث الإيجاز وسهولة القراءة. كما تضم مزايا خاصة مثل «فهم القوائم» (List comprehension) و «مطابقة النقش» (pattern matching).
CoffeeScript مدعومة في روبي على القضبان الإصدار 3.1 وبلاي فرايمورك. في عام 2011، أشار برندان آيخ إلى أن CoffeeScript تؤثر على أفكاره حول مستقبل جافا سكريبت.

## وصلات خارجية
- الموقع الرسمي
- كافي سكريبت على موقع Open Hub (الإنجليزية)
- كافي سكريبت على موقع Free Software Directory (الإنجليزية)